# Podróż apostolska Pawła VI do Turcji
5. podróż apostolska papieża Pawła VI odbyła się w dniach 25-26 lipca 1967 roku. Paweł VI odwiedził wówczas Turcję.
Najważniejsze punkty pielgrzymki:
- przemowa do prezydenta Sunaya i tureckiego rządu
- spotkanie z patriarchą Atenagorasem w celu odbudowania jedności pomiędzy Kościołem Wschodnim i Zachodnim
- spotkania z przedstawicielami społeczności muzułmańskiej i żydowskiej
- spotkania z wiernymi w Izmirze i Efezie